# USS Oklahoma (SSN-802)
El USS Oklahoma (SSN-802) será uno de los submarinos nucleares de la clase Virginia Bloque V de la Armada de los Estados Unidos.

## Construcción
Fue encargado a General Dynamics Electric Boat de Groton, Connecticut. La fecha de orden es el 12 de febrero de 2019.
Su nombre USS Oklahoma, anunciado en 2019 por el secretario de la Marina Thomas Modly, está impuesto en honor al acorazado USS Oklahoma (BB-37) (hundido en 1941 durante el ataque a Pearl Harbor), y, como su nombre lo indica, designa al estado de Oklahoma.